# Parroquia El Corozo
La Parroquia El Corozo en el Estado Monagas (Venezuela) es una de las diez parroquias que conforman el municipio Maturín.
Su principal centro poblado es El Corozo, este surge en el siglo XIX con el nombre de Isava. Se extrae petróleo en sus cercanías.

## Comunidades
- Patria Nueva[1]